# Холизам
Холизам је универзално схватање да организам у физиолошком, психолошком и социјалном смислу може да функционише само као целина. У социјалном раду, важна методолошка оријентација разумевања проблема клијента, реализована ангажовањем стручњака различитих профила (тимског рада). Појединац се види као више од просте суме сопствених делова, а проблеми се посматрају у ширем контексту. Прихватање ове оријентације подразумева приступ који интегрише социјалне, културне, психолошке и физичке утицаје на појединца или проблем.